# Liste des telenovelas de Televisión Nacional de Chile

Logo de TVN depuis le 1er octobre 2020.

Cet article présente la liste des telenovelas de Televisión Nacional de Chile par année de 1981 à 2019.

## Années 1980

### 1981
- Villa Los Aromos

### 1982
- De cara al mañana
- La gran mentira

### 1983
- El juego de la vida

### 1984
- La torre 10 (La tour 10)
- La represa

### 1985
- Marta a las 8
- Morir de amor

### 1986
- La dama del balcón
- La villa

### 1987
- Mi nombre es Lara

### 1988
- Bellas y audaces
- Las dos caras del amor

### 1989
- A la sombra del ángel

## Années 1990

### 1990
- El milagro de vivir

### 1991
- Volver a empezar

### 1992
- Trampas y caretas

### 1993
- Jaque Mate
- Ámame (Aime-moi)

### 1994
- Rompecorazón
- Rojo y Miel (Rouge et Miel)

### 1995
- Estúpido Cupido
- Juegos de fuego (Jeux de feu)

### 1996
- Sucupira
- Loca piel

### 1997
- Oro verde
- Tic tac

### 1998
- Lorana
- Borrón y cuenta nueva

### 1999
- La fiera
- Aquelarre

## Années 2000

### 2000
- Romané
- Santo Ladrón (Saint Voleur)

### 2001
- Pampa Ilusión
- Amores de mercado

### 2002
- El circo de las Montini
- Purasangre

### 2003
- 16
- Puertas adentro
- Pecadores

### 2004
- Ídolos
- Los Pincheira (Les Pincheira)
- Destinos cruzados

### 2005
- Los Treinta (Les Trente)
- 17
- Los Capo (Les Capo)
- Versus

### 2006
- Amor en tiempo récord
- Entre medias
- Cómplices
- Disparejas
- Floribella

### 2007
- Karkú (telenovela pour enfants)
- Corazón de María
- Alguien te mira (Quelqu'un te regarde)
- Amor por accidente (Amour par accident)
- El Señor de la Querencia

### 2008
- Viuda alegre
- Hijos del Monte

### 2009
- Los exitosos Pells
- ¿Dónde está Elisa?
- Los ángeles de Estela
- Conde Vrolok

## Années 2010

### 2010
- Martín Rivas
- La familia de al lado
- 40 y tantos

### 2011
- Témpano
- El laberinto de Alicia
- Esperanza
- Aquí mando yo
- Su nombre es Joaquín

### 2012
- Reserva de familia
- Pobre rico
- Dama y obrero
- Separados

### 2013
- Dos por uno
- Solamente Julia
- Socias
- Somos los Carmona
- El regreso

### 2014
| Production           | Série première    | Série finale      | Heure   | Épisodes | Producteur(s)                                 | Réalisateur(s)                  |
| -------------------- | ----------------- | ----------------- | ------- | -------- | --------------------------------------------- | ------------------------------- |
| Vuelve temprano      | 6 janvier 2014    | 4 août 2014       | 22 h 30 | 118      | Matías Ovalle                                 | Víctor Huerta, Rodrigo Meneses  |
| El amor lo manejo yo | 17 mars 2014      | 22 octobre 2014   | 20 h    | 149      | Yanara Salfate                                | Christian Maringer              |
| Volver a amar        | 5 mai 2014        | 1er décembre 2014 | 15 h    | 140      | María Luisa Sousa                             | Felipe Arratia                  |
| No abras la puerta   | 4 août 2014       | 14 janvier 2015   | 22 h 5  | 74       | Mauricio Campos                               | Ítalo Galleani, Rodrigo Meneses |
| Caleta del sol       | 20 octobre 2014   | 21 janvier 2015   | 18 h 45 | 67       | Cinthya Rojas                                 | Claudio López de Lérida         |
| La Chúcara           | 1er décembre 2014 | 26 août 2015      | 15 h    | 190      | Alejandro Burr, Pablo Díaz, María Luisa Sousa | Matías Stagnaro                 |

### 2015
| Production         | Série première  | Série finale     | Heure   | Épisodes | Producteur(s)                                 | Réalisateur(s)                          |
| ------------------ | --------------- | ---------------- | ------- | -------- | --------------------------------------------- | --------------------------------------- |
| Dueños del paraíso | 19 janvier 2015 | 9 juin 2015      | 23 h 15 | 69       | Gemma Lombardi, David Posada, Joshua Mintz    | Lilo Vilaplana, Nicolás Diblasi         |
| La poseída         | 17 mai 2015     | 12 octobre 2015  | 22 h 15 | 73       | Rodrigo Sepúlveda                             | Víctor Huerta, Rodrigo Meneses          |
| Matriarcas         | 18 mai 2015     | 30 décembre 2015 | 20 h    | 144      | Verónica Saquel                               | Ítalo Galleani, Claudio López de Lérida |
| Esa no soy yo      | 24 août 2015    | 11 avril 2016    | 15 h 30 |          | Alejandro Burr, Pablo Díaz, María Luisa Sousa | Christian Maringer                      |

### 2016
| Production   | Série première | Série finale | Heure | Épisodes | Producteur(s)                     | Réalisateur(s) |
| ------------ | -------------- | ------------ | ----- | -------- | --------------------------------- | -------------- |
| El camionero | 15 août 2016   | 14 mars 2017 | 20 h  | 149      | Verónica Saquel, Vicente Sabatini | Ítalo Galleani |

### 2017
| Production          | Série première    | Série finale      | Heure   | Épisodes | Producteur(s)                        | Réalisateur(s)                   |
| ------------------- | ----------------- | ----------------- | ------- | -------- | ------------------------------------ | -------------------------------- |
| Un diablo con ángel | 2 janvier 2017    | 8 mai 2017        | 22 h 30 | 70       | Luciana Luppi, María Luisa Sousa     | Matías Stagnaro, Alejandro Lagos |
| La colombiana       | 8 mars 2017       | 28 septembre 2017 | 19 h    | 149      | Juan Carlos Asencio, Mauricio Campos | Germán Barriga                   |
| Wena profe          | 25 septembre 2017 | 11 mai 2018       | 20 h    | 159      | Jenny Contreras, Mauricio Campos     | Rodrigo Meneses                  |
| Dime quién fue      | 12 novembre 2017  | 13 mai 2018       | 22 h    | 97       | Vania Portilla                       | Germán Barriga                   |

### 2019
| Production   | Série première | Série finale      | Heure   | Épisodes | Producteur(s)   | Réalisateur(s) |
| ------------ | -------------- | ----------------- | ------- | -------- | --------------- | -------------- |
| Amar a morir | 4 mars 2019    | 30 septembre 2019 | 22 h 20 | 126      | Mauricio Campos | César Opazo    |

### Sources
- (es) Cet article est partiellement ou en totalité issu de l’article de Wikipédia en espagnol intitulé « Anexo:Telenovelas de TVN » (voir la liste des auteurs).